# Arno Köster

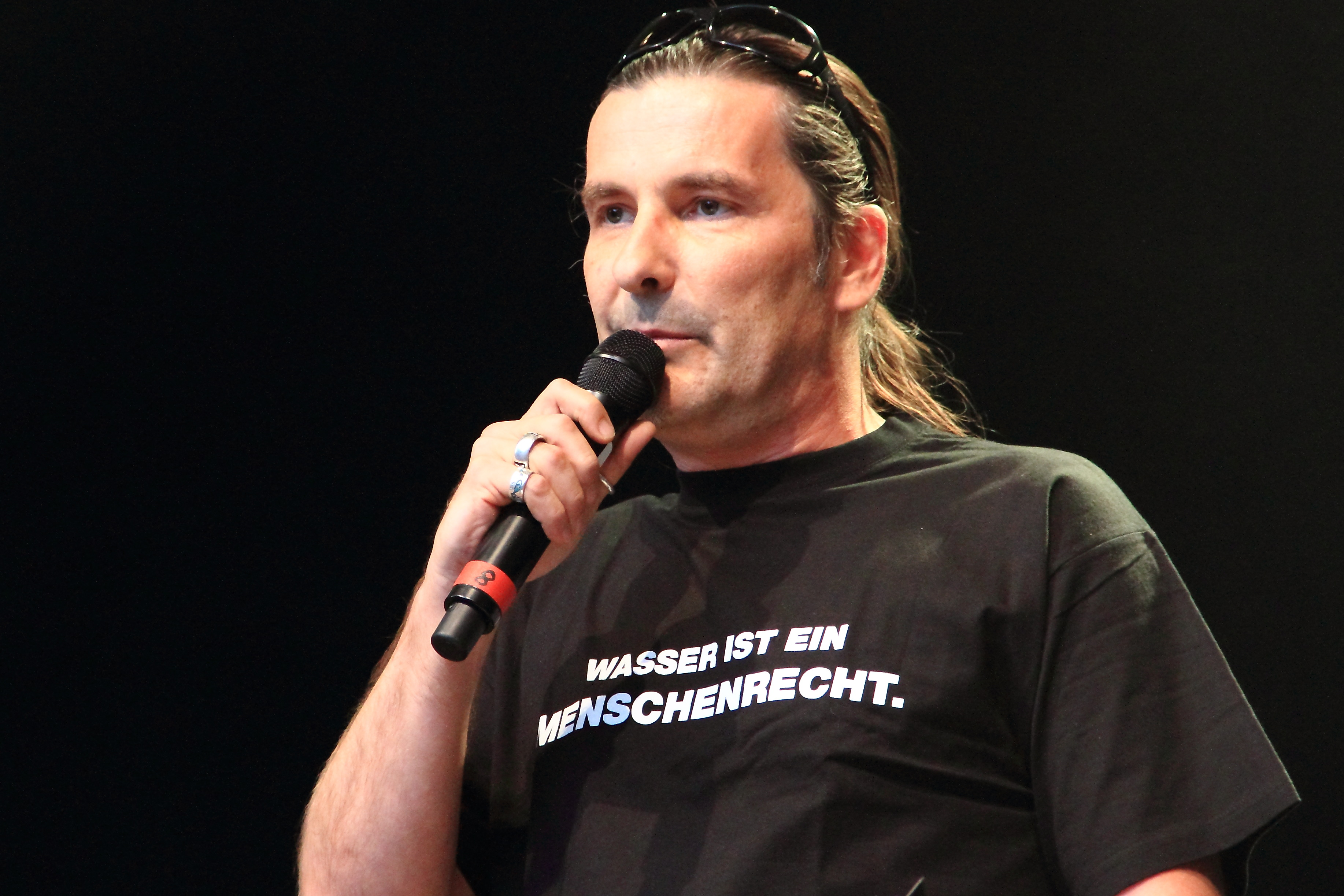
Arno Köster als Bühnenmoderator auf dem TFF Rudolstadt 2014

Arno Köster (* 1964 in Mannheim) ist ein deutscher Journalist, Autor und Moderator. Seit 2009 ist Köster für die Udo-Lindenberg-Stiftung als Kuratoriumsmitglied und Projektleiter tätig.

## Leben
Arno Köster wuchs in Mannheim auf. Nach dem Abitur studierte Köster von 1988 bis 1991 Politik, Mittlere und Neue Geschichte sowie Philosophie in Heidelberg.
Köster baute ab 1993 den Radiosender Energy Sachsen auf. 1996 gründete er in Leipzig das Unternehmen „East Tools Media“, mit dem er unter anderem Udo Lindenberg betreut. Er gilt als langjähriger Freund und Mitstreiter Lindenbergs. Seit 2009 verantwortet er zusätzlich für die Udo-Lindenberg-Stiftung die Öffentlichkeitsarbeit und das Fundraising und organisiert deren Panikpreis-Wettbewerbe.
Zuvor ist Köster für verschiedene öffentlich-rechtliche und private Radiosender in Deutschland tätig gewesen, so bei DT64, Energy Sachsen, MDR Sputnik und SWR1.
Er ist Inhaber und Geschäftsführer des Medienunternehmens Easttoolsmedia in Leipzig.
Köster ist Mitglied im Kuratorium der Lernstiftung Hück.
Er wurde mit der Udo-Lindenberg-Stiftung im 2014 im Gmeiner Verlag erschienenen Buch Stadtgespräche aus Leipzig von Lene Hoffmann und Volly Tanner porträtiert.

## Privates
Arno Köster ist in Leipzig zuhause. Er ist Vater eines Sohnes und einer Tochter, die beide erwachsen sind.

## Werke
- Literatur von und über Arno Köster im Katalog der Deutschen Nationalbibliothek
- Arno Köster: Hoffnung für Kenia - die Udo-Lindenberg-Stiftung in Afrika. Residenz Verlag, Salzburg und Wien 2018, ISBN 978-3-7017-3472-6, S. 246.
- Neigelnah – Freiheit, die ich meine. Die Julia-Neigel-Autobiographie, notiert von Arno Köster. A) als Buch: Gütersloh 2012, ISBN 978-3-579-06653-0 sowie B) als Hörbuch: Gütersloh 2012, ISBN 978-3-641-09547-5.
- Stiftung Haus der Geschichte der Bundesrepublik Deutschland: Keine Panik. Udo Lindenbergs bunte Republik Begleit-Publikation zur Ausstellung im Haus der Geschichte der Bundesrepublik Deutschland, Bonn, 30. April bis 29. Mai 2005. Mit vier Live-Songs auf CD. Autoren: Ingo Grabowsky, Arno Köster, Ralph Larmann, Redaktion: Martin L. Hofmann. Bonn 2005, ISBN 3-937086-07-2.
- Der Prinzenraub zu Altenburg. Hörbuch nach Textvorlage von Otto Werner Förster. Mit Maja Chrenko, Arno Köster, Axel Thielmann. Leipzig 2005, ISBN 3-86189-913-2.
- Der Bär auf dem Hochsitz. Hörbuch. Tiergeschichten gelesen von Fred Delmare, Axel Thielmann und Arno Köster. Leipzig 2002, ISBN 3-86189-909-4.
- Udo Lindenberg in eigenen Worten Mit Vorworten von Nina Hagen und Fritz Rau. Heidelberg 1998, ISBN 3-930378-20-5.